# Sprzęt ratowniczy i pomocniczy

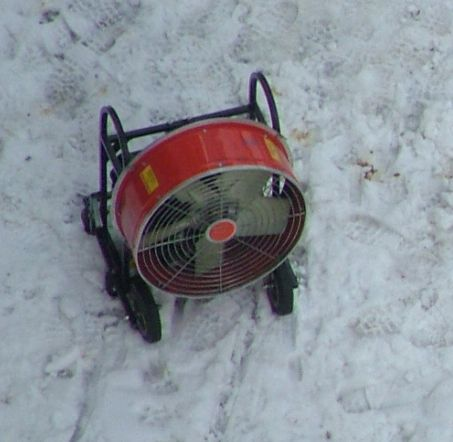
Wentylator strażacki

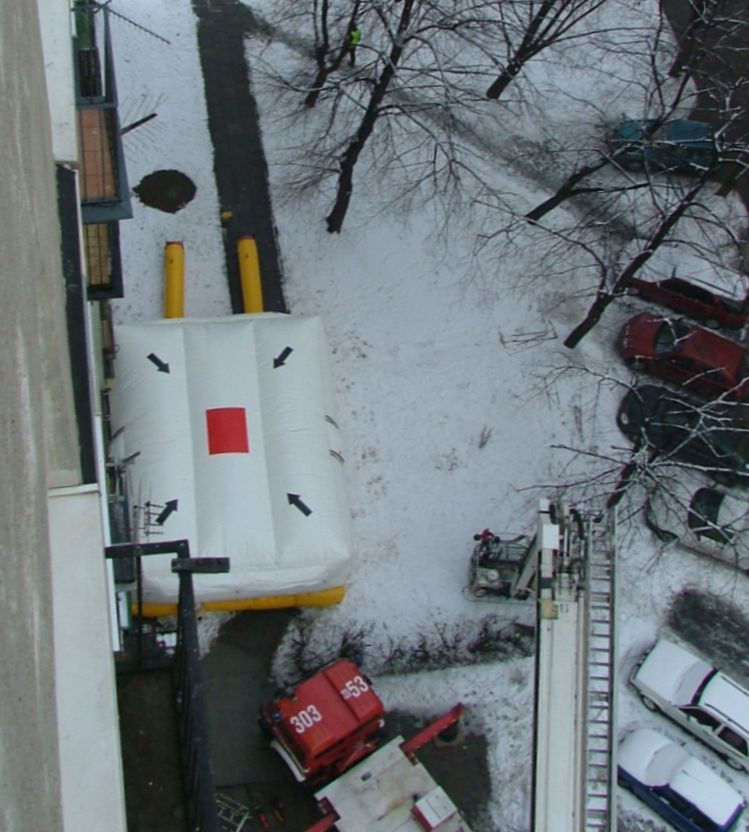
Skokochron

Sprzęt ratowniczy i pomocniczy – to grupa sprzętu wykorzystywanego przez straż pożarną, służącego do uwalniania osób poszkodowanych z miejsc trudno dostępnych lub miejsc do których dotarcie byłoby niemożliwe bez jego użycia. Główny podział sprzętu przedstawia się następująco:
- sprzęt tnący – narzędzia, służące do wykonywania cięć ratowniczych w konstrukcjach betonowych, stalowych, drewnianych (np. wykonywania otworów w pomieszczeniach zagruzowanych, dokonywania cięć w konstrukcjach pojazdów, wykonywania otworów w dachach budynków). Zalicza się do niego różnego rodzaju piły do betonu i stali, pilarki do drewna, szlifierki tarczowe itp.
- sprzęt burzący – służy do wykonywania różnych prac rozbiórkowych na terenie akcji ratunkowej (np. wyburzenia pozostałości ścian grożących zawaleniem). Zaliczamy do niego przede wszystkim różnego typu bosaki, kotwice, liny z hakami itp.
- sprzęt podnoszący – są to specjalistyczne narzędzia, służące do podnoszenia konstrukcji czy pojazdów, a także ciężarów zalegających w miejscach dojazdowych. Zalicza się do niego różnego rodzaju poduszki pneumatyczne, lewary, podnośniki kolumnowe, dźwignie jedno i dwustronne itp.
- sprzęt rozpierający – jest to sprzęt wykorzystywany przede wszystkim do otwierania drzwi w zakleszczonych konstrukcjach pojazdów, a także służący do wykonywania dostępu do miejsc trudno dostępnych. Zalicza się do niego różnego rodzaju rozpieraki hydrauliczne, siłowniki hydrauliczne i pneumatyczne, wyważarki do drzwi itp.
- sprzęt specjalistyczny – jest to sprzęt będący na wyposażeniu straży pożarnej, który w normalnych okolicznościach wykorzystywany jest przez specjalnie do tego przystosowane zespoły. Zalicza się do niego przede wszystkim sprzęt nurkowy (pianki, sprzęt oddechowy do prac podwodnych, pasy balastowe itp.), alpinistyczny (linki, haki, uprzęże), pływający (łodzie, pontony, sanie lodowe itp.), sprzęt służący zapewnieniu oświetlenia na miejscu akcji (agregaty oświetleniowe, najaśnice itp.), sprzęt oddymiający (zestawy oddymiające, wentylatory itp.), itp.
- sprzęt ewakuacyjny – jest to specjalistyczny sprzęt, przeznaczony do przeprowadzania ewakuacji z zagrożonych miejsc i terenów. Zalicza się do niego przede wszystkim ewakuacyjne wory ratunkowe, aparaty rollgliss, skokochrony, drabiny itp.